# Bart Straalman
Bart Straalman (Winterswijk, 28 agosto 1996) è un calciatore olandese, difensore dell'Inter Turku.

## Caratteristiche tecniche
È un difensore centrale.

## Carriera
Cresciuto nelle giovanili del De Graafschap, ha esordito l'8 novembre 2014 in occasione di un match di campionato vinto 3-2 contro lo Sparta Rotterdam.

## Statistiche

### Presenze e reti nei club
Statistiche aggiornate al 30 ottobre 2023.
| Stagione             | Squadra              | Campionato           | Campionato | Campionato | Coppe nazionali | Coppe nazionali | Coppe nazionali | Coppe continentali | Coppe continentali | Coppe continentali | Altre coppe | Altre coppe | Altre coppe | Totale | Totale | Totale |
| Stagione             | Squadra              | Comp                 | Pres       | Reti       | Comp            | Pres            | Reti            | Comp               | Pres               | Reti               | Comp        | Pres        | Reti        | Pres   | Reti   |        |
| -------------------- | -------------------- | -------------------- | ---------- | ---------- | --------------- | --------------- | --------------- | ------------------ | ------------------ | ------------------ | ----------- | ----------- | ----------- | ------ | ------ | ------ |
| 2014-2015            | De Graafschap        | 1D                   | 24+5       | 1+0        | CO              | 1               | 0               |                    | -                  | -                  |             | -           | -           | 30     | 1      |        |
| 2015-2016            | De Graafschap        | E                    | 19+2       | 2+0        | CO              | 1               | 0               |                    | -                  | -                  |             | -           | -           | 22     | 2      |        |
| 2016-2017            | De Graafschap        | 1D                   | 22         | 3          | CO              | 0               | 0               |                    | -                  | -                  |             | -           | -           | 22     | 3      |        |
| 2017-2018            | De Graafschap        | 1D                   | 23+4       | 0          | CO              | 0               | 0               |                    | -                  | -                  |             | -           | -           | 27     | 0      |        |
| 2018-2019            | De Graafschap        | E                    | 26         | 1          | CO              | 2               | 0               |                    | -                  | -                  |             | -           | -           | 28     | 0      |        |
| Totale De Graafschap | Totale De Graafschap | Totale De Graafschap | 125        | 7          |                 | 4               | 0               |                    | -                  | -                  |             | -           | -           | 129    | 7      |        |
| ago.-dic. 2019       | Sarpsborg            | ES                   | 2          | 1          |                 | -               | -               |                    | -                  | -                  |             | -           | -           | 2      | 1      |        |
| gen.-giu. 2020       | Rodez                | L2                   | 4          | 0          |                 | -               | -               |                    | -                  | -                  |             | -           | -           | 4      | 0      |        |
| 2020-2021            | Grenoble             | L2                   | 19         | 1          | CF              | 2               | 0               |                    | -                  | -                  |             | -           | -           | 21     | 1      |        |
| 2021-2022            | Grenoble             | L2                   | 15         | 0          |                 | -               | -               |                    | -                  | -                  |             | -           | -           | 15     | 0      |        |
| Totale Grenoble      | Totale Grenoble      | Totale Grenoble      | 34         | 1          |                 | 2               | 0               |                    | -                  | -                  |             | -           | -           | 36     | 1      |        |
| Totale carriera      | Totale carriera      | Totale carriera      | 165        | 9          |                 | 6               | 0               |                    | -                  | -                  |             | -           | -           | 171    | 9      |        |

## Palmarès

### Club

#### Competizioni nazionali
- Liigacup: 2

Inter Turku: 2024, 2025